# Punnawat Chote-Jirachaithon
Punnawat Chote-Jirachaithon (thailändisch ปัณณวัชร์ โชติจิรชัยธรณ์, * 13. Juni 2002), auch als Messi Frame bekannt, ist ein thailändischer Fußballspieler.

## Karriere
Punnawat Chote-Jirachaithon steht seit 2019 bei Muangthong United unter Vertrag. Der Verein aus Pak Kret, einem nördlichen Vorort der Hauptstadt Bangkok, spielt in der ersten thailändischen Liga, der Thai League. Die Saison 2020/21 wurde er an den Ayutthaya FC ausgeliehen. Der Verein aus Ayutthaya spielte in der dritten Liga. Nach der Saison wechselte er ebenfalls auf Leihbasis zum ebenfalls in Ayutthaya beheimateten Zweitligisten Ayutthaya United FC. Sein Zweitligadebüt gab Punnawat Chote-jirachaithon am 19. Oktober 2021 (9. Spieltag) im Auswärtsspiel gegen den Lampang FC. Hier wurde er in der 81. Minute für den Japaner Seiya Kojima eingewechselt. Lampang gewann das Spiel 3:0. Für Ayutthaya absolvierte er drei Ligaspiele. Ende November 2021 kehrte er zu Muangthong zurück. Anfang August 2023 wechselte er erneut auf Leihbasis zum Zweitligisten Phrae United FC. Für den Verein aus Phrae bestritt er 15 Zweitligaspiele. Nach der Ausleihe kehrte er nach Muangthong zurück. Hier wurde sein Vertrag jedoch nicht verlängert. Am 1. August 2024 nahm ihn der Zweitligist Suphanburi FC aus Suphanburi unter Vertrag. Am Ende der Saison 2024/25 musste er mit Suphanburi in die dritte Liga absteigen. Nach dem Abstieg verließ er den Verein und schloss sich im Juli 2025 dem Zweitligisten Mahasarakham SBT FC an.